# Dogfrisbee
Dogfrisbee je sport, který hrají psi. Psovod a pes tvoří dohromady jeden tým. Psovod vyhodí disk a pes ho musí nejlépe ve vzduchu chytit.
Se psem se provádí i triky. Dogfrisbee se hodí pro psy s loveckým pudem. Frisbee by nemělo mít ostré hrany a měl by se psovi dobře držet. Dogfrisbee mohou hrát psi všech velikostí.

## Historie
Vznik frisbee je úzce spjat s koláči. Prvními házecími talíři byly totiž kulaté plechy, na kterých se koláče pekly. Brzy poté bylo vyrobeno první plastové frisbee.
Otcem Dog Frisbee je Američan Alex Stein, který si 4. července 1971 pořídil whippeta a pojmenoval ho podle jeho popelavé barvy Ashley (ash - popel). Jako zkušený hráč frisbee si brzy všiml, že i on je talířem okouzlen a skáče pro něj až do výšky devět stop.
Rozhodující byl ale 5. srpen 1974, kdy se v Los Angeles hrálo baseballové utkání mezi Dodgers a Reds. Během přestávky vtrhnul Alex s Ashleym na hřiště a před zaplněnými ochozy začali hrát frisbee. Ashley uchvátil tisíce diváků svojí rychlostí a výskoky, při kterých chytal talíř. Středopolař Jimmy Wynn z domácího týmu se dokonce nechal slyšet, že ten pes by byl lepší než on. Zpočátku ochranka stadionu nezakročila, teprve když Alex po osmi minutách show ukončil a zamířil k východu, byl zatčen. Ashley ho nemohl následovat a v chumlu lidí se ztratil. Následující 3 dny bloudil po okolí, než si ho na Long Beach všimla jedna rodina, která se ho ujala. Získat Ashleyho zpět se Alexovi podařilo díky oznámení v televizi a rozhlase a šťastný pes skákal na uvítanou do výšky šesti stop. Smutná zůstala jen rodina, která Ashleyho našla a jejich pudl, který si již na nového kamaráda zvykl...
Alex s Ashleym se stali doslova přes noc slavní. Byli hosty mnoha televizních show, objevili se na titulních stranách časopisů a Ashley dokonce hrál hlavní roli v dokumentu, který získal nominaci na Oscara... Kromě toho vyhrál třikrát Mistrovství světa v Dog Frisbee a jméno po něm nese nejprestižnější podnik tohoto sportu - The Ahsley Whippet Invitational.
Ashley zemřel ve věku 14 let majiteli v náruči. Frisbee hrál až do svých třinácti. O jeho úmrtí informovala téměř všechna média v USA.

## Dogfrisbee v Česku
V České republice byl v roce 2006 založen DiscDog klub České republiky, který sdružuje lidi zajímající se o tento sporty a podílí se na organizování soutěží a seminářů. V roce 2008 se v ČR uskutečnilo Mistrovství Evropy v dogfrisbee.

## Pravidla
Dogfrisbee není zastřešeno žádnou centrální organizací, běžně se ale v Evropě soutěží podle pravidel tří amerických organizací:
- USDDN
- UFO
- Skyhoundz

V dogfrisbee existuje několik odlišných disciplín, které lze rozdělit do dvou kategorií: distanční disciplíny a freestyle.

### Distanční disciplíny
Ve všech distančních disciplínách platí pouze pokus, kdy pes chytí hozený disk ze vzduchu.
- the Quadruped

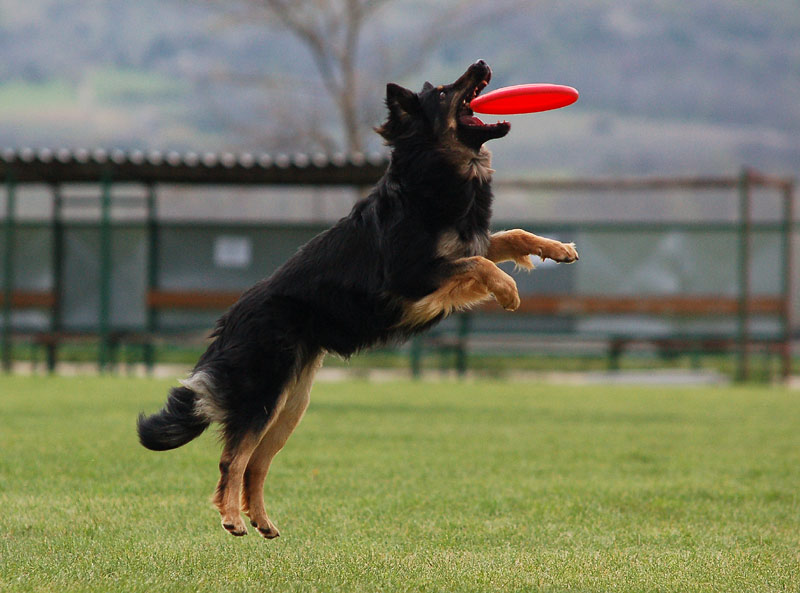
chycení disku s výskokem

Quadruped je vyřazovací soutěž v hodu do dálky. Je to jediná disciplína, kde muži a ženy závodí zvlášť. Soutěžící nejdříve absolvují jeden hod diskem bez psa a podle dosaženého výsledku jsou rozděleni do čtyř skupin. Každý tým ve skupině má tři pokusy na co nejdelší chycený hod, nejhorší tým vypadne a ostatní postupují stejným způsobem, dokud z každé skupiny nevzejde jeden vítězný tým. Vítězové skupin se poté stejným způsobem utkají mezi sebou.
- TimeTrial

Ve vzdálenosti 20 yardů od startovní lajny je vyznačena druhá lajna. Úkolem týmu je v co nejkratším čase dvakrát chytit a přinést disk hozený za tuto hranici.
- DogDartbee Archivováno 1. 2. 2009 na Wayback Machine.

Ve vzdálenosti 20 yardů od startovní lajny je střed terče. Terč se skládá ze čtyř kružnic: středová kružnice má průměr 0,5 m, druhá 2,5 m, třetí 4,5 m a vnější 6,5 m. Hodnotí se, kam dopadnou přední nohy psa: za disk chycený ve středu tým získává 100 bodů, ve 2. zóně 50 bodů, ve 3. zóně 30 bodů a ve 4. zóně 10 bodů. Pokud pes dopadne každou nohou do jiné zóny, počítá se zóna s nižším bodovým ohodnocením. Výjimkou je středová zóna, ve které stačí dopad jakékoli jedné nohy. Každý tým absolvuje tři kola po třech hodech, body se sčítají a osm nejlepších postupuje do semifinále. Z něj pak do finále postupují čtyři týmy.
- Super Pro Toss & Fetch

Hřiště je po své délce rozděleno do pěti zón. Za chycení disku mezi 0-10 yardy nezíská tým žádný bod, mezi 10-20 yardy 1 bod, mezi 20-30 yardy 2 body, mezi 30-40 yardy 3 body a dále než za 40 yardy 4 body. Další zóna široká 5 yardů vede středem hřiště napříč ostatními zónami; začíná ve vzdálenosti 10 yardů a končí ve vzdálenosti 50 yardů. Za chycení disku v této středové zóně se týmu připočítává 0,5 bodů navíc. Za chycení disku ve výskoku se rovněž přičítá 0,5 bodu. Tým má 90 sekund na získání co nejvyššího počtu bodů, přičemž do konečného výsledku se započítává pouze pět nejlepších pokusů. Maximum získaných bodů je tedy 25.

### Freestyle

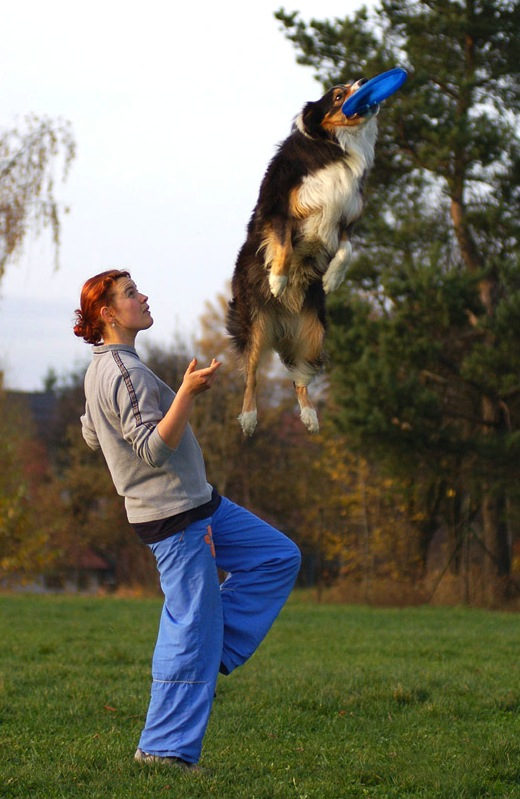
vault z nohy

Freestyle je nejatraktivnější a nejtěžší disciplína v dogfrisbee. Jeho pravidla i způsob posuzování se mírně liší v rámci jednotlivých organizací. V ČR se nejčastěji soutěží podle pravidel USDDN.
V případě USDDN má tým k dispozici 10 disků, 2 minuty a hudbu dle vlastního výběru na předvedení své sestavy. Jejich vystoupení je hodnoceno čtyřmi rozhodčími. První rozhodčí sleduje psa - jeho zájem o disky, atletické schopnosti, aportovací schopnosti atd. Druhý rozhodčí sleduje hráče - rozmanitost předvedených hodů, využití hrací plochy, schopnost plynule sbírat rozhozené disky atd. Třetí rozhodčí sleduje týmové prvky - overy (přeskoky psa přes hráče), vaulty (odrazy psa z těla hráče), multiple (min. 3 disky chycené rychle za sebou), dog catch (chycení psa ve výskoku), directional distance movement (min. 4 disky za sebou, které pes chytí ve větší vzdálenosti od hráče, např. v kruhu kolem hráče), team movement (společný pohyb psa a psovoda, např. společné otočky) a passing (dvě míjení psovoda v přímé linii). Čtvrtý rozhodčí počítá, kolik disků pes chytil a minul. Každý rozhodčí může dát týmu maximálně 10 bodů, tzn. nejvyšší možný dosažený počet bodů je 40.
Na závodech freestyle jako samostatná disciplína neexistuje. Vypisuje se soutěž "frisbee", která sestává ze dvou kol freestylu a jednoho kola Toss & Fetch (stejné jako Super Pro Toss & Fetch, pouze chybí středová zóna). Aby poměr freestyle : Toss & Fetch byl roven 80 : 20, násobí se počet bodů za každé kolo freestylu koeficientem 1,5. Všechny body se posléze sečtou.
Ve freestylu lze závodit ve třech kategoriích:
- starters - od 18 měsíců, není povinen prvek vault, délka sestavy 1 minuta 30 sekund
- open - od 18 měsíců, délka sestavy 2 minuty
- bonsai - pro psy s kohoutkovou výškou do 38 cm, délka sestavy 2 minuty (kategorie nemusí být otevřena)